# Elias Lidfors
Elias Lidfors, född den 19 april 1787 i Lidens socken i Ångermanland, död den 22 maj 1825 i Lund, var en svensk klassisk filolog. 
Lidfors, som tog sitt namn efter hemsocknen, växte upp under enkla förhållanden. Från hans barndom är endast känt att han vid fem års ålder gick vilse och inte kom tillrätta förrän efter tre dygn. Vid elva års ålder började han studera, först under handledning av dåvarande adjunkten i socknen, sedermera komministern i Gudmundrå Nils Olof Flodstedt. Efter ett drygt års undervisning började han sin skolgång i stiftsstaden Härnösand, där han tillbragte åtta år. Bland hans lärare märks Carl Gustaf Nordin och Carl Stridsberg. År 1807 blev han student vid Uppsala universitet, där han i synnerhet träget bevistade professor Kolmodins föreläsningar över Tacitus. Då han av ekonomiska skäl var tvungen att avbryta sina studier antog han kondition i Stockholm hos statskommissarien Emanuel Widegren, som för honom fattade en tillgivenhet, vilken han alltid med tacksamhet erkände. Under vistandet i hans hus, blev han känd av Pehr Adam Wallmark, som rekommenderade honom att bege sig till Lund för att lyssna till Johan Lundblad och Mathias Norberg. Han påbörjade sin studier där 1810 och blev den 21 juni året därpå magister. Kort därefter antogs han av professor Lundblad till handledare för dennes yngre söner, och under de nio år som han tillbragte i professorshemmet ägde han rika möjligheter att under denne ansedde lärare förkovra sig och omfattades av denne med faderlig ömhet. På Lundblads kallelse utnämndes han den 31 december 1811 till eloquentiae et pöeseos docens och den 13 februari 1813 till extra ordinarie adjunkt. Jämte fullmakt av den 8 april 1817 att vara ordinarie adjunkt i romerska vältaligheten, förordnades han att förestå professuren, vilket han gjorde under tre år, till dess han, efter Lundblads frånfälle, den 4 november 1820 utnämndes till hans efterträdare. Endast drygt fyra år hade han tjänstgjort som sådan, då han, ogift, oförmodat slutade sina dagar.  Utöver åtta disputationer, för vilka Lidfors presiderade som professor, utgav han Oratio funebris in memoriam Caroli XIII, Regis Svecorum, tryckt 1820.